# Tryfylin
Tryfylin – minerał z gromady fosforanów, w którym kationami są jony litu i żelaza na II stopniu utlenienia. Należy do grupy minerałów rzadkich.
Nazwa została nadana w 1834 r. przez Johanna Nepomuka von Fuchsa. Pochodzi od greckich słów tri = trzy oraz fýlon = rodzina, gdyż sądzono wówczas, że minerał ten zawiera 3 kationy, Li, Fe i Mn.

## Właściwości
- Rozpuszcza się w kwasach.
- Jest przezroczysty lub przeświecający.

## Występowanie
Występuje jako składnik pegmatytów obok takich minerałów jak: amblygonit, spodumen, kasyteryt czy beryl.
Występowanie na świecie: Niemcy – Hühnerkobel (Las Bawarski) i Hagendorf, Czechy – Přibyslavice, Portugalia – Mangualde, Szwecja – Norrö, USA – Newport w New Hampshire, Namibia – Karibib.